# Cantius
Cantius és un gènere extint de primats de la família dels notàrctids que visqueren a Europa i Nord-amèrica durant l'Eocè, fa entre 40,4 i 55,8 milions d'anys. Se n'han trobat restes fòssils a Espanya (incloent-hi, possiblement, Catalunya, tot i que hi ha fonts que ho posen en dubte), els Estats Units, França i el Regne Unit. Les espècies d'aquest grup eren considerablement més grosses que les d'Agerinia, tot i que eren petites en termes absoluts, amb un pes d'entre 1 i 5 kg. Eren animals quadrúpedes i arborícoles. Presumiblement consumien fruita com a aliment principal, juntament amb una mica d'insectes. El nom genèric Cantius significa 'de Kent' en llatí i es refereix al comtat anglès d'on provenia tot el material assignat a aquest gènere en el moment de la seva descripció.